# Белимел
Бѐлимел е село в Северозападна България. То се намира в община Чипровци, област Монтана.

## История
Над селото има старо Римско градище, руини от което могат да бъдат видени и днес. Още по времето на траките северозападна България е била обитавана от племето трибали, което обяснява множеството открити древни предмети като накити или сечива.
Според местни легенди селото е унищожено след Чипровското въстание от 1688 година и жителите му се изселват в Бесарабия, като селището е възстановено 40 години по-късно. Според друга легенда в селото се заселват жители на унищоженото след въстанието село Клисура (Чипровско).
Село Бели Мел е родното село на предводителя на Върбанпеновото въстание от 1837 г., Върбан Пенов. Смята се че Върбан Пенов е прототип на Вазовия герой Славчо Белимелеца от разказа „Белимелецът“.

## Редовни събития
Събор в деня на празника Св. Дух. Но поради това, че Св. Дух винаги е в понеделник съборът се провежда на предния ден, в неделя.

## Личности
- Родени
  - Долорес Арсенова (р. 1964), политик (Родена е в родилния дом в Бели Мел. Родом е от с. Равна)

## Други
На Белимел е наречена улица в квартал „Дървеница“ в София (Карта).
Залив Белимел на остров Тринити в Антарктика е наименуван в чест на село Белимел.

## Галерия
- Сградата на кметството на с. Белимел
- Табелата на кметството продължава да гласи „НРБ“
- Изглед от височината на селото в посока югозапад
- Паметникът на Върбан Пенов
- Старинна запазена къща в селото